# Produktenbörse (Gebäude)

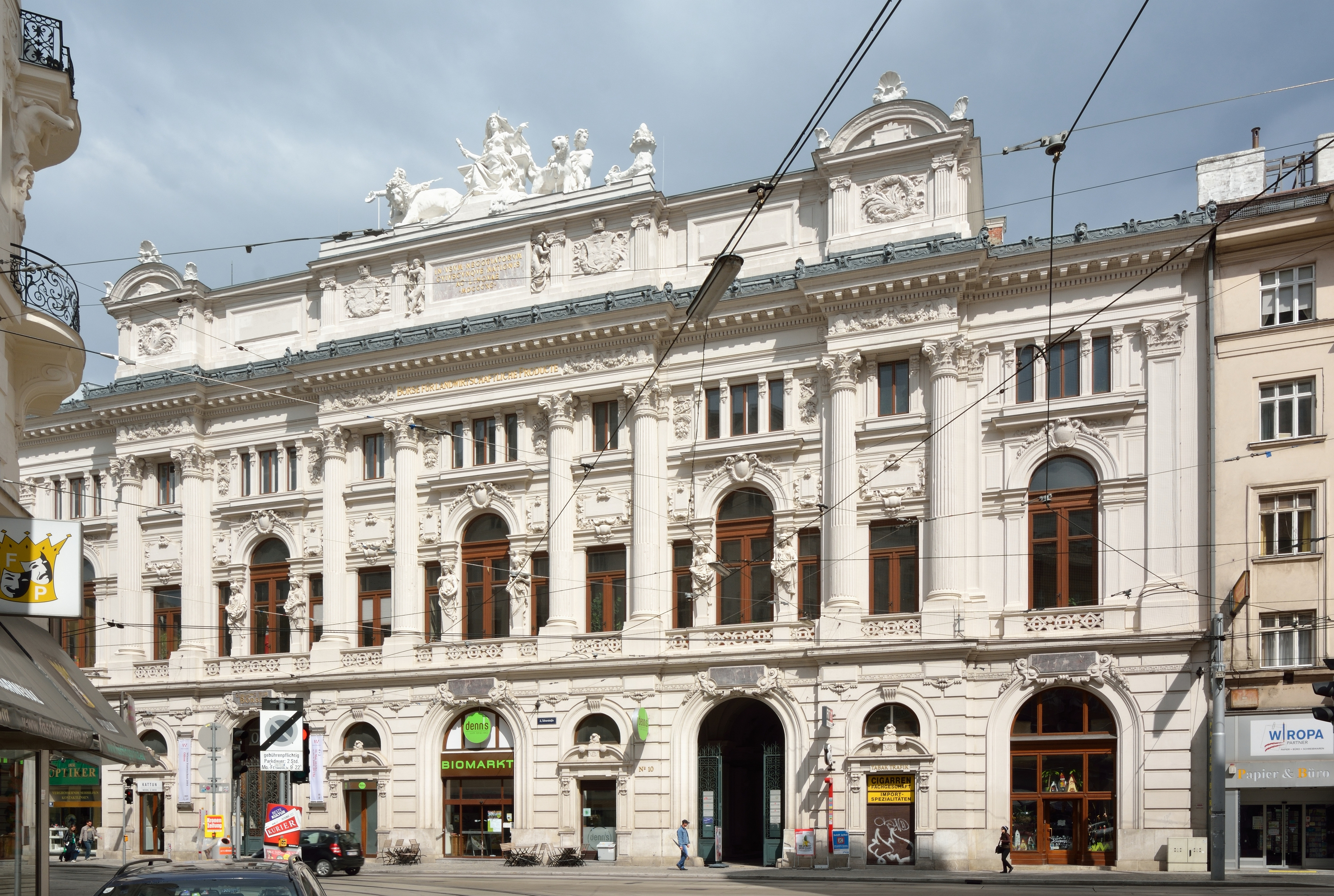
Front zur Taborstraße (2014)

Das Gebäude der Börse für landwirtschaftliche Produkte, kurz Produktenbörse, befindet sich im 2. Wiener Gemeindebezirk Leopoldstadt, in der Taborstraße 10.
Der späthistoristische Monumentalbau mit palastartiger Straßenfassade wurde 1887–1890 von Karl König erbaut und ist ein Beispiel des monumentalen Neobarock. Die Eröffnung erfolgte am 23. August 1890. 1897 und 1913 erfolgte jeweils eine Erweiterung durch denselben Architekten, seit der von 1913 hat das Gebäude auch einen seitlichen Hof, mit dem es zur Großen Mohrengasse hin als Durchhaus fungiert (siehe auch Liste von Durchhäusern in Wien).
Die Fassade im Erdgeschoß ist genutet, darüber werden die Obergeschoße durch eine kolossale korinthische Säulenordnung zusammengefasst. Charakteristisch sind vor allem die Serliane im ersten Obergeschoß. Die Fassade ist reich mit Kartuschen, Girlanden und Karyatiden an den Fenstergewänden geschmückt. Über dem Gebälk befindet sich eine hohe Attika, die das Motto in usum negotiatorum cuiuscumque nationis ac linguae („zum Nutzen der Kaufleute aller Völker und Sprachen“) sowie die römisch geschriebene Jahreszahl 1890 aufweist. Sie wird von einer Figurengruppe Kybele mit Löwengespann bekrönt, die – ebenso wie der Fassadendekor – von Theodor Friedl stammt.
Im Erdgeschoß befinden sich auf der rechten Seite Extraräume, in denen ein Kaffeehaus untergebracht war,  links davon die gewölbte Vorhalle, von der eine dreiläufige Podesttreppe mit Steinbandbalustrade im pilastergegliederten Treppenhaus ausgeht. Hinter der Vorhalle befindet sich ein repräsentatives Vestibül mit Pfeilern. Im hinteren Teil des Parterres sind Lagerräume und in einem Zwischengeschoß Büroräume. Die beiden Börsensäle, der Große und der Kleine Saal, befinden sich im Obergeschoß. Der näher zur Taborstraße liegende Kleine Börsensaal ist dreischiffig und dreijochig mit Lichtgaden und Flachdecke, der Große Börsensaal ist ein dreischiffiger basilikaler Raum, dessen Seitenschiffe vom Hauptschiff durch korinthische Kolonnaden getrennt sind. Das Gebälk ist reich stuckiert, die Kassettendecke ist in Neorenaissanceformen gehalten.
Der Große Saal dient seit 1988 als Spielstätte für Theateraufführungen des Serapionstheaters unter dem Namen Odeon.

## Galerie

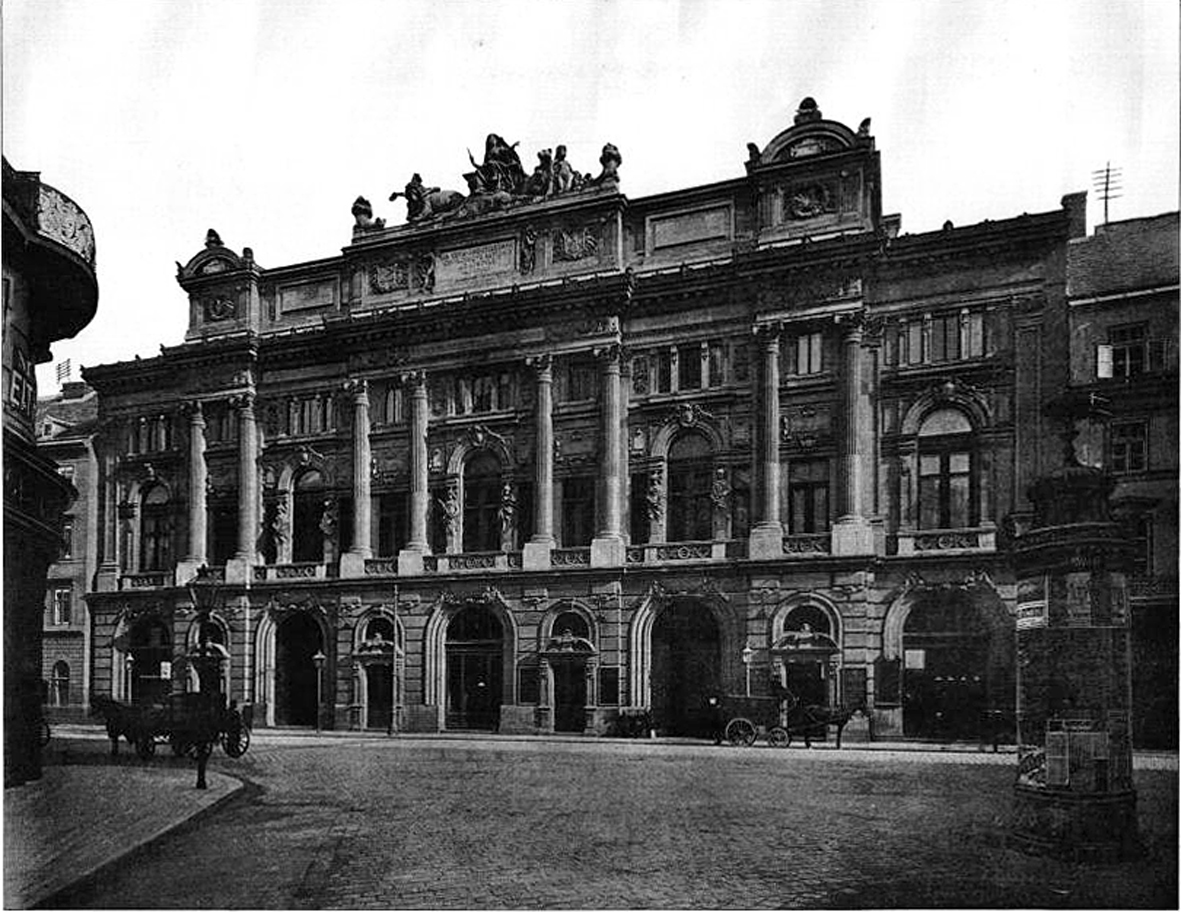
Bild aus dem Jahr 1900
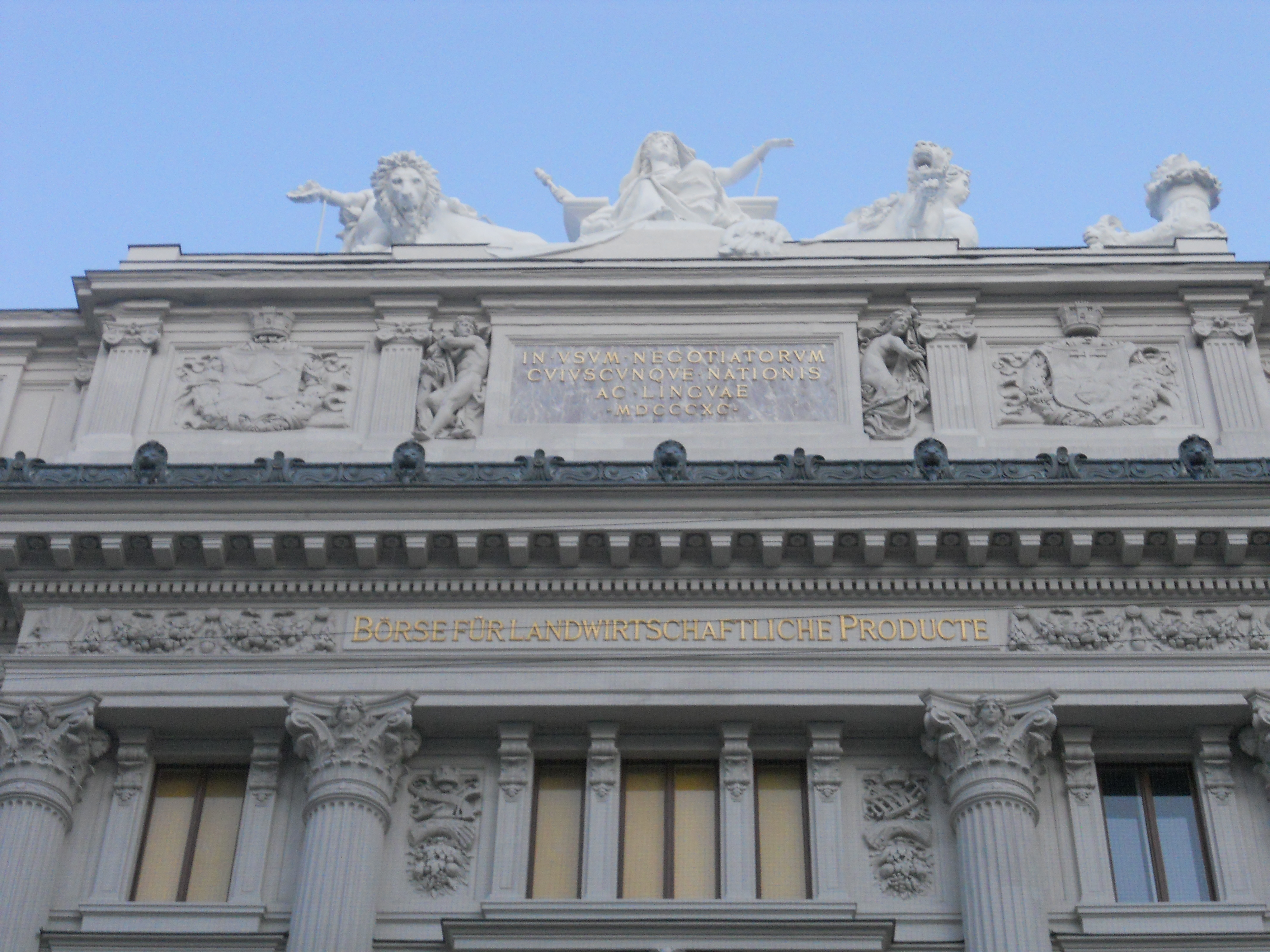
Die Attika mit Inschriften
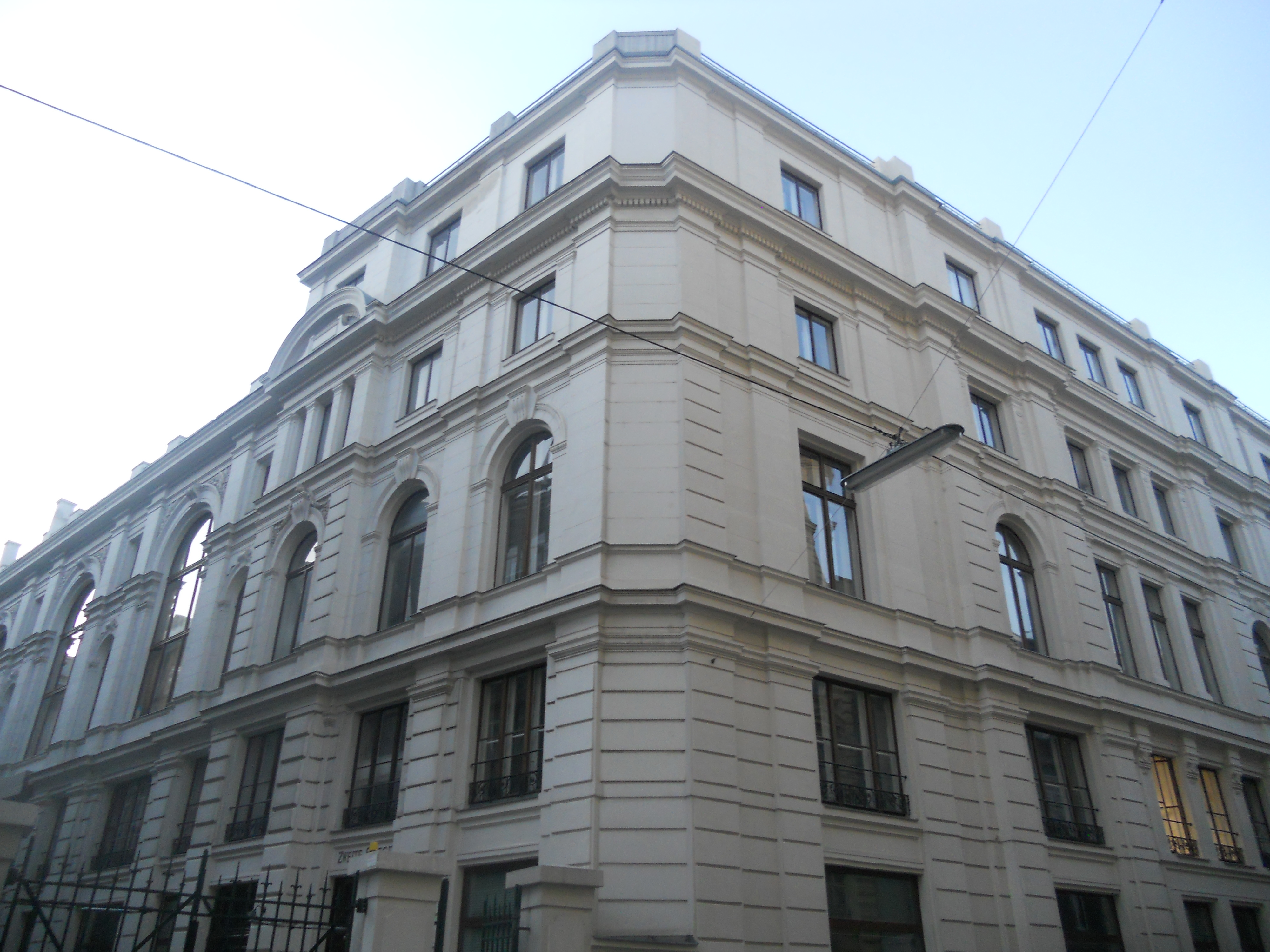
Die Hinterseite in der Großen Mohrengasse
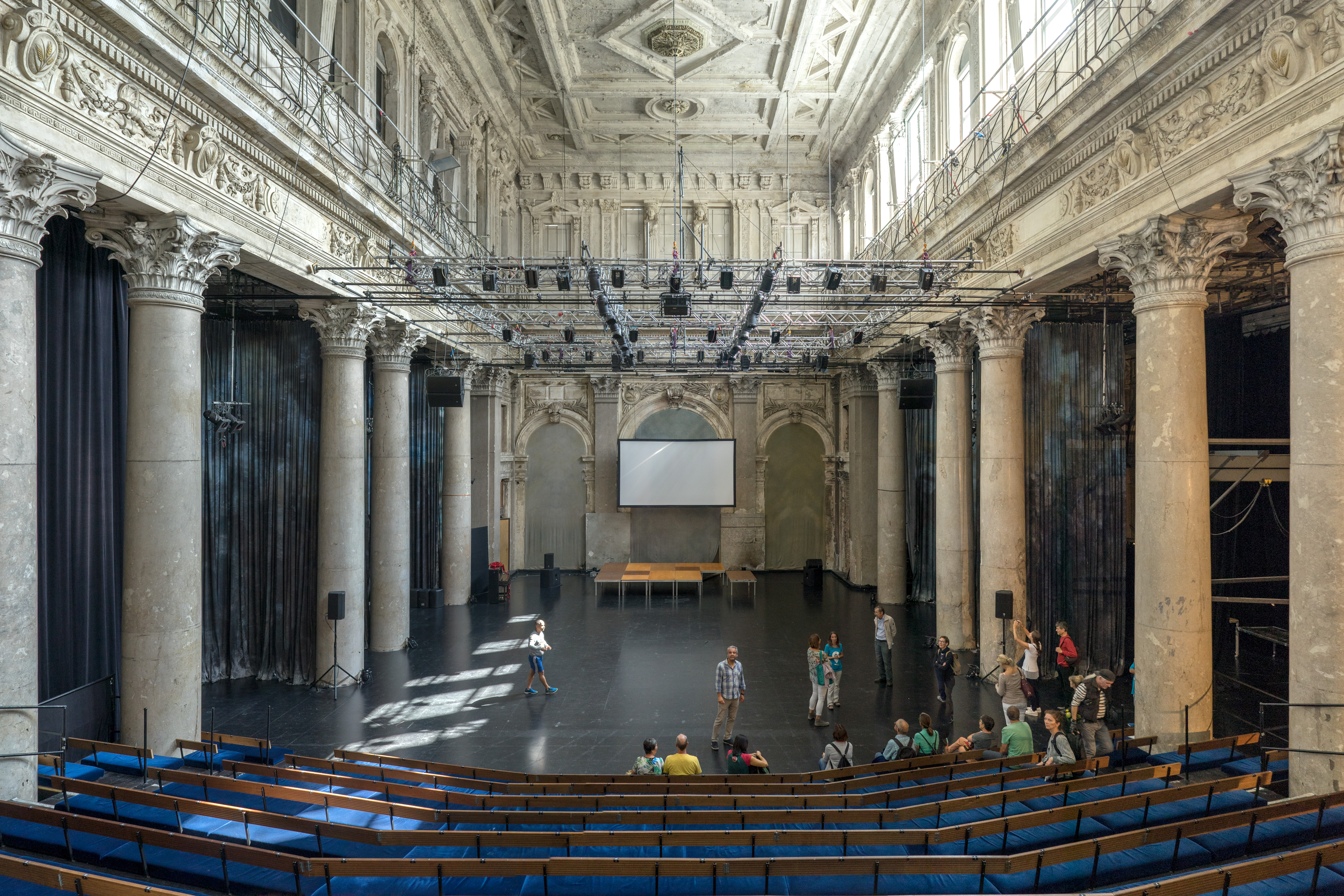
Innenansicht des Börsensaals nach dem Umbau zum Theater
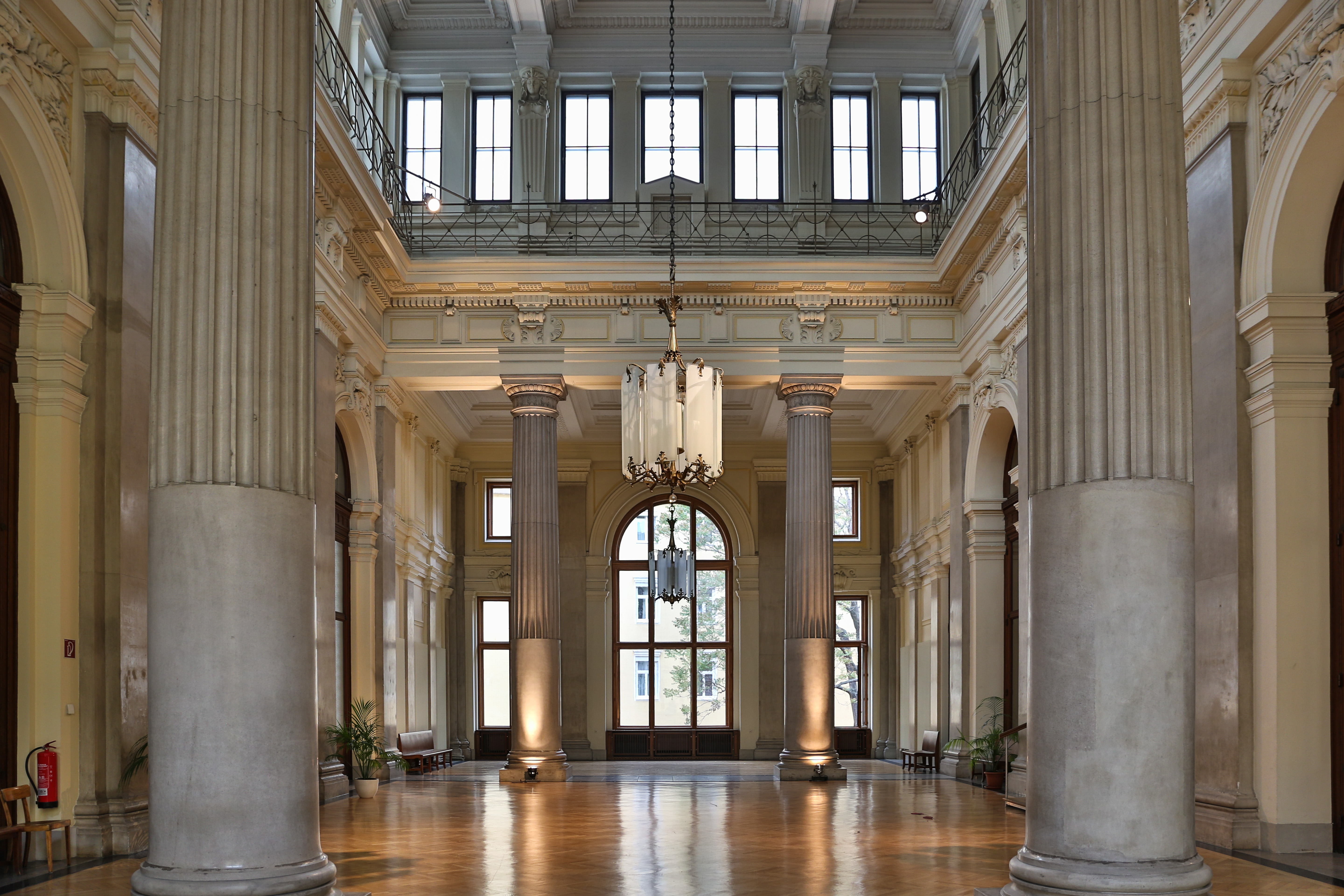
Vorraum zum Theaterraum (2016)